# David Brunt
Pour les articles homonymes, voir Brunt.
David Brunt (17 juin 1886 - 5 février 1965), est un météorologue gallois. Il a été professeur de météorologie à l'Imperial College London de 1934 à 1952 et vice-président de la Royal Society de 1949 à 1957. La barrière de Brunt en Antarctique est nommée en son honneur et il est le co-découvreur de la fréquence de Brunt-Väisälä.

## Biographie
Né à Staylittle, dans le Montgomeryshire, au Pays de Galles, il était le plus jeune des neuf enfants du fermier John Brunt. Son père déménagea la famille dans le district minier de Monmouthshire et David fréquenta alors l'école locale Abertillery de 1899 à 1904. En 1904, il obtint une bourse lui permettant d'entrer à l'université d'Aberystwyth où il étudia les mathématiques, la physique et la chimie. Il poursuit à Trinity College (Cambridge) où en 1909, il reçut la bourse Isaac Newton à l'Observatoire national de physique solaire.
Après avoir quitté Cambridge, il enseigna les mathématiques à l’Université de Birmingham pendant un an, puis fit de même deux ans à la Monmouthshire Training College de Caerleon (pays de Galles). En 1916, il s'inscrivit au Royal Engineers (section météorologique) et pendant la Première Guerre mondiale, il effectua d'importants travaux liés aux conditions atmosphériques à basse altitude de la guerre chimique. Il est ensuite devenu météorologue auprès de l'armée de l'air. Après sa démobilisation, il rejoignit le bureau météorologique qui entra en 1921 sous la juridiction du ministère de l'Air.
Il poursuivit ses recherches personnelles et accepta l'invitation de Sir Napier Shaw à le rejoindre à titre de professeur de météorologie à temps partiel à l'Imperial College London. Après le départ à la retraite de Sir Napier Shaw, Brunt est devenu le premier professeur de météorologie à temps plein en Grande-Bretagne et présida le département de 1934 à 1952. Deux ans plus tard, il était élu Fellow du collège.
Entre 1936 et 1939, il contribua à une compréhension théorique de la dispersion du brouillard, informations utilisées dans le développement du système de dispersion du brouillard du programme FIDO. Il a aussi conjointement découvert la fréquence de Brunt-Väisälä.

## Reconnaissance
Il a été élu membre de la Royal Society (FRS) en 1939 et a reçu sa médaille royale en 1944. Il a ensuite été secrétaire de 1948 à 1957 et vice-président de 1949 à 1957.
Il a été président de la Royal Meteorological Society de 1942 à 1944. Il a reçu le prix Buchan et la médaille d'or Symons en 1947. Il a également été président de la Physical Society of London de 1945 à 1947.
Il fut nommé chevalier de l'Ordre de l'Empire britannique (KBE) en 1949, puis commandant en 1959.

## Vie privée
Alors qu'il travaillait à Caerleon en 1915, il épousa Claudia Mary Elizabeth Roberts de Nant-y-glo, Monmouthshire, qui avait été étudiante à Abertillery et à Aberystwyth. Ils ont eu un fils qui est mort célibataire.
David Brunt est décédé le 5 février 1965.